# Lamborghini Urraco
Lamborghini Urraco – samochód sportowy produkowany przez włoską markę Lamborghini w latach 1972 - 1979.

## Historia i opis modelu

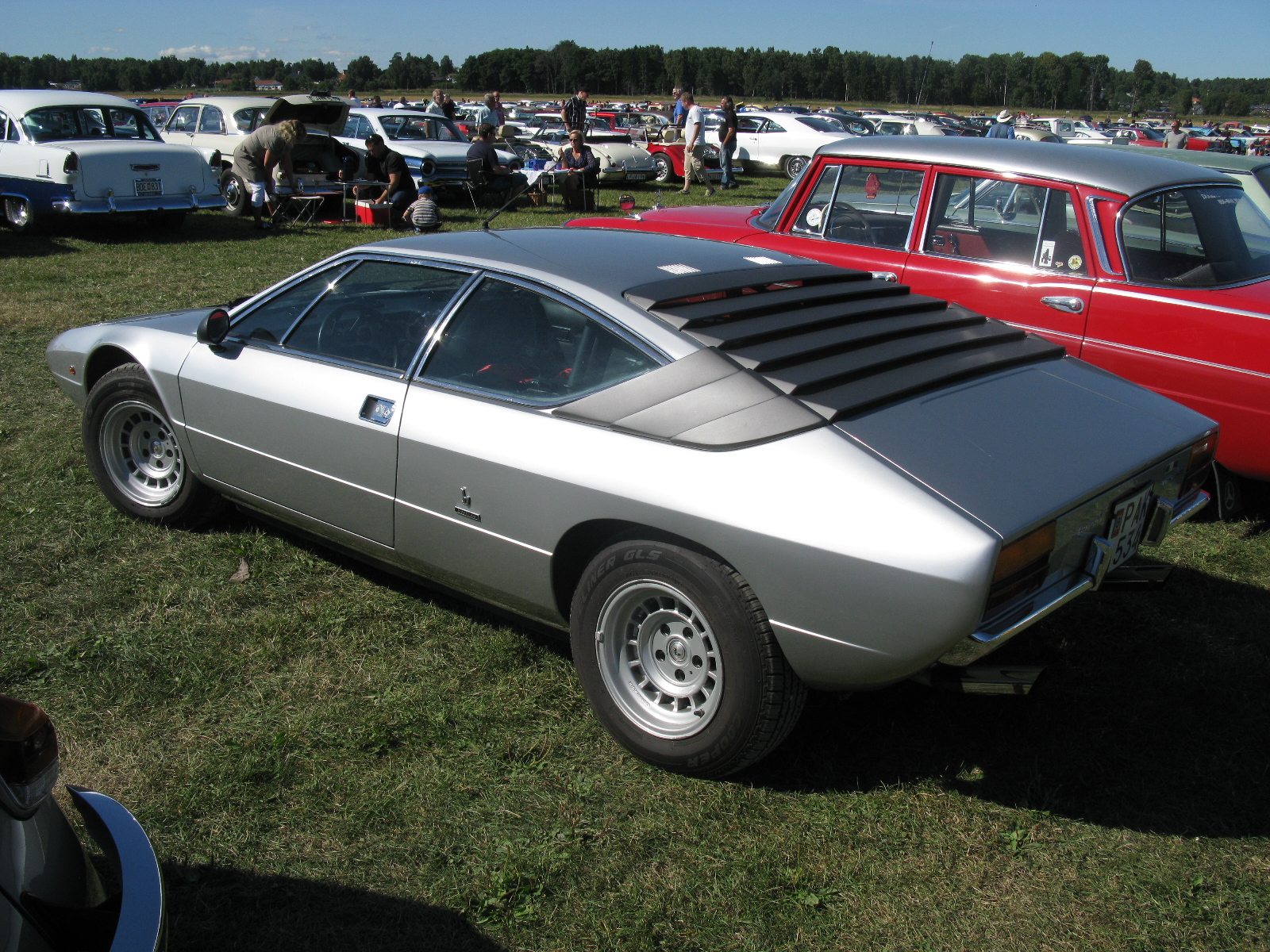
Lamborghini Urraco - tył

Na początku lat 70. firma Lamborghini postanowiła skonstruować "tani" samochód sportowy. Miał to być samochód nieco tańszy od Miury. Ten segment cenowy był zdominowany przez Porsche 911 oraz Ferrari Dino 246. Projekt zlecono firmie Bertone. Ferrucio Lamborghini był wybredny, ponieważ dopiero trzeci z projektów Bertone mu się spodobał. Oczywistym plusem w porównaniu z Porsche i Ferrari było to, że Urraco było autem 4-miejscowym (2+2). Auto zaprezentowano w 1970, a produkcję rozpoczęto 2 lata później. Pojazd oparto na ramie ze stalowych rurek. Karoserię także wykonano ze stali. Mimo tego, że kształt nadwozia był ponadczasowy, to wnętrze nie było mocną stroną Urraco. Ze względu na niską cenę zrezygnowano ze skórzanej tapicerki. Sama deska rozdzielcza również była niezbyt ładna, a jakość wykonania była na niezwykle niskim jak na Lamborghini poziomie. Z tyłu mogły siedzieć co najwyżej małe dzieci. Tuż za oparciami zamontowano silnik. Urraco to pierwsze Lamborghini z silnikiem V8. Miał on 2,5 l pojemności i uzyskiwał 162 kW (220 KM). Zapewniał całkiem niezłe osiągi, ale problemem był niski moment obrotowy. Za to zawieszenie było doskonałe. Wariant na rynek USA nazywał się Tipo III. 

### Urraco Rallye
Urraco Rallye to wyścigowa wersja Urraco P250 stworzona przez Boba Wallece'a. Do stworzenia tego auta wykorzystano Urraco P250 z 1973. Był to trzeci z kolei egzemplarz tego modelu, jaki został wyprodukowany. Najpierw zmodyfikowano silnik. Zwiększono pojemność do 3 l, dodano po 2 zawory na cylinder (czyli silnik miał 4 zawory na cylinder). Silnik po przeróbkach rozwijał 228 kW (310 KM). Przypuszcza się, że silnik ten został zastąpiony nowym z Urraco P300, jednak brakuje na to dowodów. Modyfikacji uległa też stalowa rama. Została wzmocniona przez zwiększenie ilości i poprawieniu jakości spawów. Układ hamulcowy oraz zawieszenie zostały zastąpione wyścigowymi odpowiednikami. Przeprojektowano również nadkola, by móc zastosować większe felgi. Na klapie tylnej zamontowano duży spoiler, co pociągnęło za sobą konieczność przeprojektowania tylnej części ramy, by wytrzymać wielką siłę docisku, jaką wytwarzało tylne skrzydło. Urraco Rallye wystartowało tylko w jednym wyścigu, a raczej zlocie supersamochodów. Pojazd został zaraz po tym rozebrany na części. Znaleźli się jednak ludzie oraz plany samochodu, dzięki czemu możliwa była jego rekonstrukcja. Obecnie Urraco Rallye znajduje się w Japonii.

### Silnik
- V8 2,5 l (2463 cm³), 2 zawory na cylinder, DOHC
- Układ zasilania: cztery gaźniki Weber IDF 40
- Średnica cylindra × skok tłoka: 86,00 mm × 53,00 mm
- Stopień sprężania: 10,4:1
- Moc maksymalna: 223 KM (164 kW) przy 7500 obr./min
- Maksymalny moment obrotowy: 226 N•m przy 5600 obr./min
- Maksymalna prędkość obrotowa silnika: 7900 obr./min

### Osiągi
- Przyspieszenie 0-100 km/h: b/d
- Prędkość maksymalna: 240 km/h

### Urraco P200
Wersja P200 produkowana była w latach 1975 - 1977. Zaprezentowana została na Salonie w Turynie 1974. 
Najsłabszym produkcyjnym Urraco był model P200. Zaprezentowany został razem z mocniejszą wersją P300 na Salonie w Turynie. P200 napędzany był przez zmodyfikowany silnik z modelu P250. Jego pojemność została zmniejszona do 2 l, a moc do 134 kW (182 KM). W połączeniu z niskim momentem obrotowym wynoszącym jedynie 177 Nm pojazd był niezbyt dynamiczny. Osiągał prędkość maksymalna 215 km/h, czyli niewiele więcej niż terenówki produkowane w późniejszym czasie przez Lamborghini. Aby ograniczyć masę pojazdu, P200 został zbudowany na ramie z P250. W wyglądzie zewnętrznym nic się nie zmieniło, a wnętrze zapożyczono od P300, czyli jest bardziej komfortowe i lepiej wykonane niż w P250. W ciągu 2 lat produkcji sprzedano zaledwie 66 sztuk Urraco P200. Były one sprzedawane tylko we Włoszech. W 1977 został wycofany z rynku.

### Silnik
- V8 2,0 l (1994 cm³), 2 zawory na cylinder, SOHC
- Układ zasilania: cztery gaźniki Weber IDF 40
- Średnica cylindra × skok tłoka: 77,40 mm × 53,00 mm
- Stopień sprężania: 9,8:1
- Moc maksymalna: 185 KM (136 kW) przy 7500 obr./min
- Maksymalny moment obrotowy: 176 N•m przy 3800 obr./min
- Maksymalna prędkość obrotowa silnika: 7900 obr./min

### Osiągi
- Przyspieszenie 0-100 km/h: b/d
- Prędkość maksymalna: 205 km/h

### Urraco P300
Wersję P300 produkowano w latach 1974 - 1979. Zaprezentowana została na Salonie w Turynie 1974. 
Lamborghini Urraco P300 zaprezentowane w 1974 w Turynie było odpowiedzią firmy na Ferrari 304 GT4. Zastosowano w nim silnik z P250 rozwiercony do pojemności 2996 cm3. Uzyskano z niego 184 kW (250 KM) i większy moment obrotowy. Mimo niewielkiej mocy spalal dość dużo paliwa - ok. 21 l/100km. Ze względu na lepsze osiągi, cała konstrukcja została wzmocniona dodatkowymi elementami, co spowodowały wzrost masy o 200 kg. Samochód urósł o kilka cm w każdą stronę. Zmiany zaszły również we wnętrzu. Zostało ono znacznie lepiej wyciszone, zamontowano lepsze, skórzane fotele. Przeprowadzono również kosmetyczne poprawki na desce rozdzielczej. Urraco P300 oferował znacznie lepsze osiągi i komfort jazdy od P250 i jest on uznawany za najlepszy samochód z rodziny Urraco. Na bazie Urraco P300 powstały roadster Silhouette i po części Jalpa. w odróżnieniu od P250, P300 był sprzedawany tylko w Europie. Pomimo atrakcyjnej ceny sprzedano zaledwie 190 sztuk. Był to jedyny model Urraco jaki pozostał w sprzedaży po 1977.

### Silnik
- V8 3,0 l (2996 cm³), 2 zawory na cylinder, DOHC
- Układ zasilania: cztery gaźniki Weber 40 DCNF
- Średnica cylindra × skok tłoka: 86,00 mm × 64,50 mm
- Stopień sprężania: 10,1:1
- Moc maksymalna: 265 KM (195 kW) przy 7500 obr./min
- Maksymalny moment obrotowy: 274 N•m przy 3500 obr./min
- Maksymalna prędkość obrotowa silnika: 7900 obr./min

### Osiągi
- Przyspieszenie 0-100 km/h: 7,6 s
- Czas przejazdu pierwszych 400 m: 15,6 s
- Prędkość maksymalna: 254 km/h